# Визни режим Кине
Визни режим НР Кине представља политику државе у погледу захтева за улазак странаца на њену територију.

## Безвизни режим
Носиоцима обичних пасоша следећих 17 држава није потребна виза за посету Кини:
| - Барбадос - Бахами - Белорусија - Гренада | - Еквадор - Катар - Сејшели - Србија | - Тонга - УАЕ - Фиџи |  |

| - Брунеј - Јапан - Сингапур |